# Eugenia de Montijo (metrostation)
Eugenia de Montijo is een metrostation in het stadsdeel Carabanchel van de Spaanse hoofdstad Madrid. Het station werd geopend op 27 oktober 1999 en wordt bediend door lijn 5 van de metro van Madrid.